# Mexicali (kommun)
Mexicali är en kommun i Mexiko.   Den ligger i delstaten Baja California, i den nordvästra delen av landet, 2 200 km nordväst om huvudstaden Mexico City. Antalet invånare är 855 962. Arean är 13 700 kvadratkilometer. Mexicali gränsar till Ensenada, Tecate, Imperial County, Yuma County och San Luis Río Colorado.
Terrängen i Mexicali är varierad.
Följande samhällen finns i Mexicali:

- Mexicali
- Arboleda Residencial
- Bugambilias Jardines
- Campo Otta Colonia Elías
- Campo la Curva
- Carrancita
- Ciudad Coahuila
- Colinas de Mexicali
- Colonia 4 Cerro Prieto
- Colonia Bórquez Norte
- Colonia Canal Álamo
- Colonia Francisco Santana Peralta
- Colonia Héroes de la Patria
- Colonia Leyes de Reforma
- Colonia Río Hardy
- Colonia Silva Sur
- Colonia Zaragoza
- Colonia del Bosque
- Colonia la 27
- Compuerta 29
- Compuerta la 24
- Crucero del Toluca
- Delta
- Doctor Alberto Oviedo Mota
- Ejido Benito Juárez
- Ejido Chiapas 1
- Ejido Chiapas Dos
- Ejido Doctor Alberto Oviedo Mota
- Ejido General J. Gertrudis García Sánchez
- Ejido General Álvaro Obregón
- Ejido Guadalajara
- Ejido Heriberto Jara Sección Coronita
- Ejido Hipólito Rentería
- Ejido Jalapa
- Ejido Jiquilpan
- Ejido Netzahualcóyotl
- Ejido Plan Nacional Agrario
- Ejido Plan de Ayala
- Ejido Pátzcuaro
- Ejido Saltillo
- Ejido Tabasco
- Ejido Tula
- Ejido Yucatán
- Ejido el Choropo
- Ejido el Marítimo
- El Bordo
- El Chimí
- El Chorizo
- El Malo
- Estación Coahuila
- Familia León
- Familia Martínez
- Familia Roque Contreras
- Finca los Jazmines
- Galván el Chorizo
- González Ortega 1
- Guadalupe Victoria
- Hermosillo
- Huertas de la Progreso
- Islas Agrarias Grupo A
- Janitzio 2
- Jesús Sansón Flores
- José López Portillo
- La Ladrillera
- Las Palmeras
- Lomas de Abasolo
- Los Algodones
- Los Manantiales
- Los Pinos
- Mesa Arenosa de Andrade
- Miguel Hidalgo y Costilla
- Nuevo Milenium
- Oasis Campestre
- Poblado Alfredo V. Bonfil
- Poblado Candelario Vela
- Poblado Francisco Santana Peralta
- Poblado Janitzio
- Poblado Lázaro Cárdenas
- Poblado Palo Verde
- Poblado Puente Treviño
- Poblado las Minitas
- Progreso
- Puebla
- Puente Calabazas
- Rancho Ingenieros
- Rancho Tayjón
- Reacomodo Río Colorado
- Represa Aurelio Benansini
- Ricardo Mazón Guerrero
- San Felipe
- San Isidro
- Segovia Residencial
- Tecolots
- Villa Hermosa
- Viñas del Sol
- Zona del Canal